# Église Saint-Rémi de Bois-lès-Pargny
L'église Saint-Rémi de Bois-lès-Pargny est une église située à Bois-lès-Pargny, en France.

## Galerie

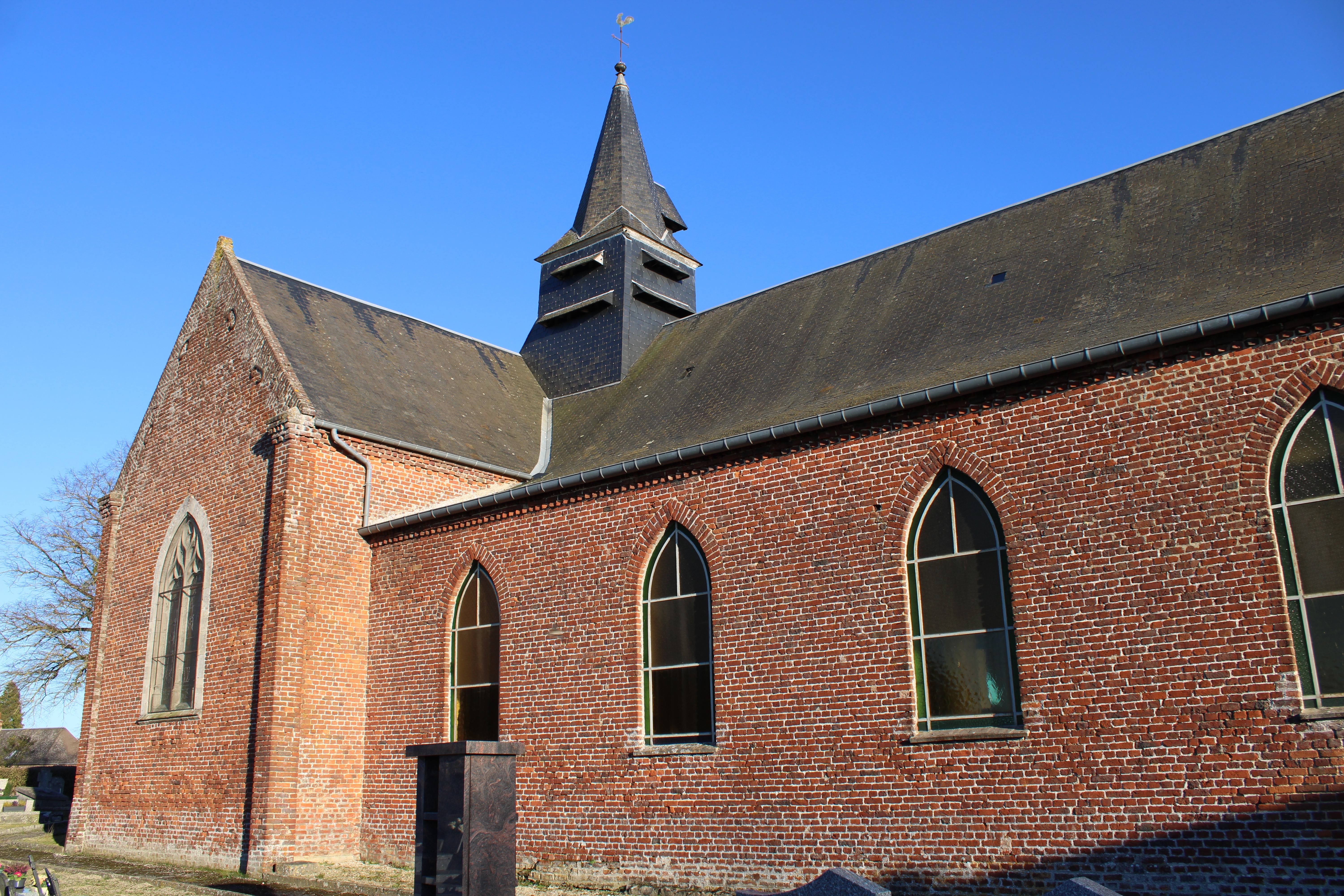
Vue du côté sud de l'église entièrement en brique.
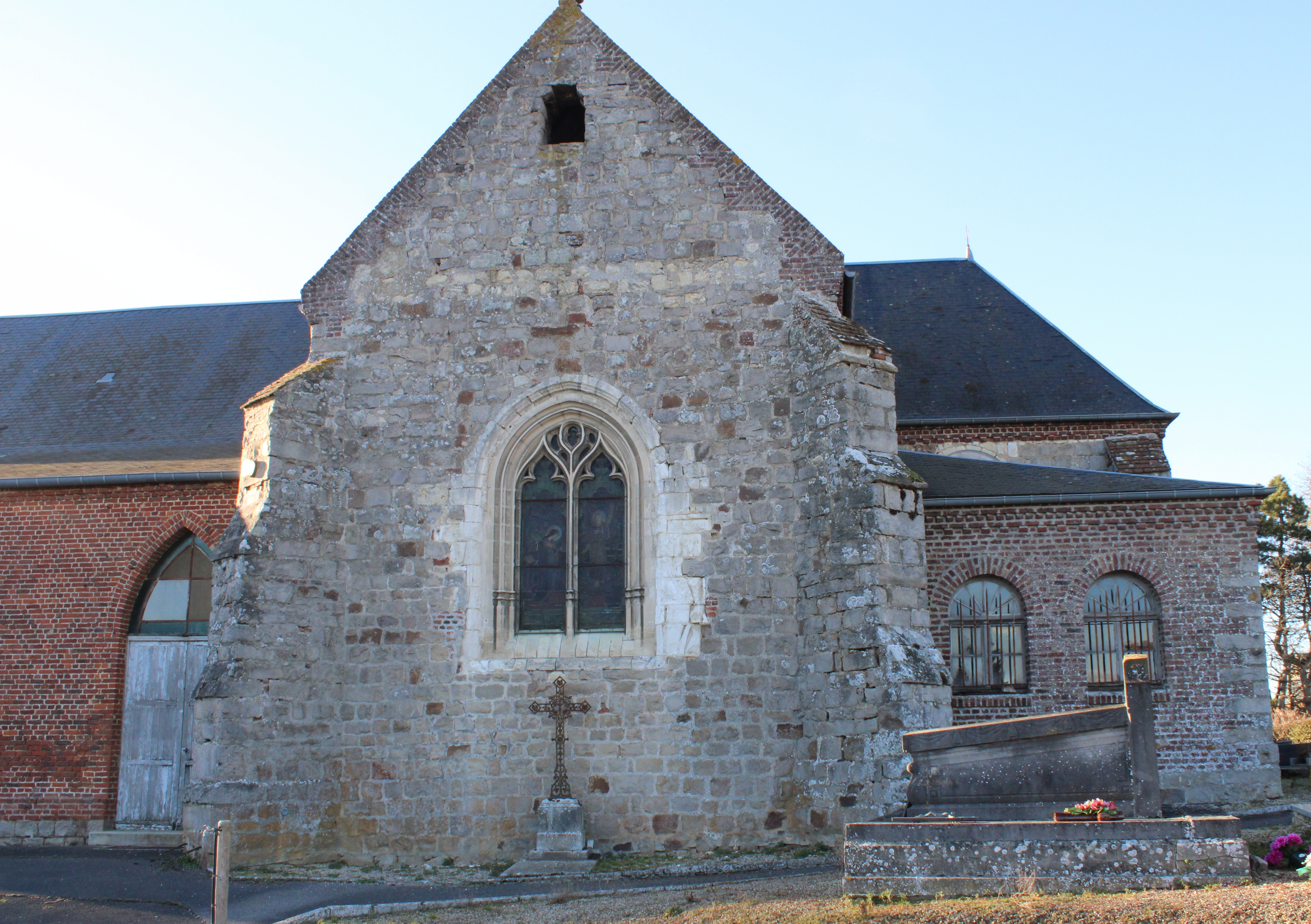
La partie la plus ancienne de l'église en pierre calcaire.
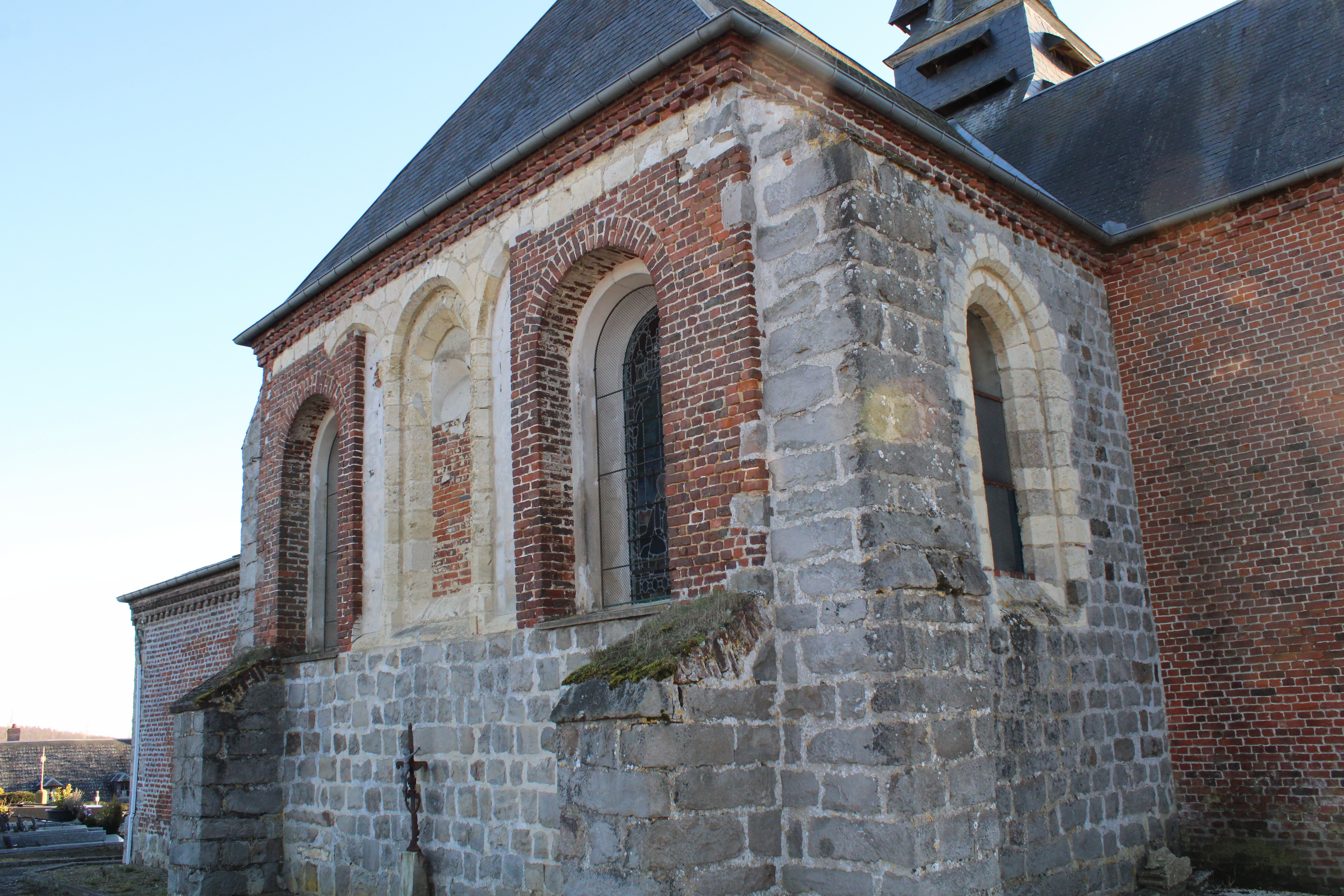
Partie nord du transept de style roman qui garde les traces de nombreuses modifications à travers les âges .
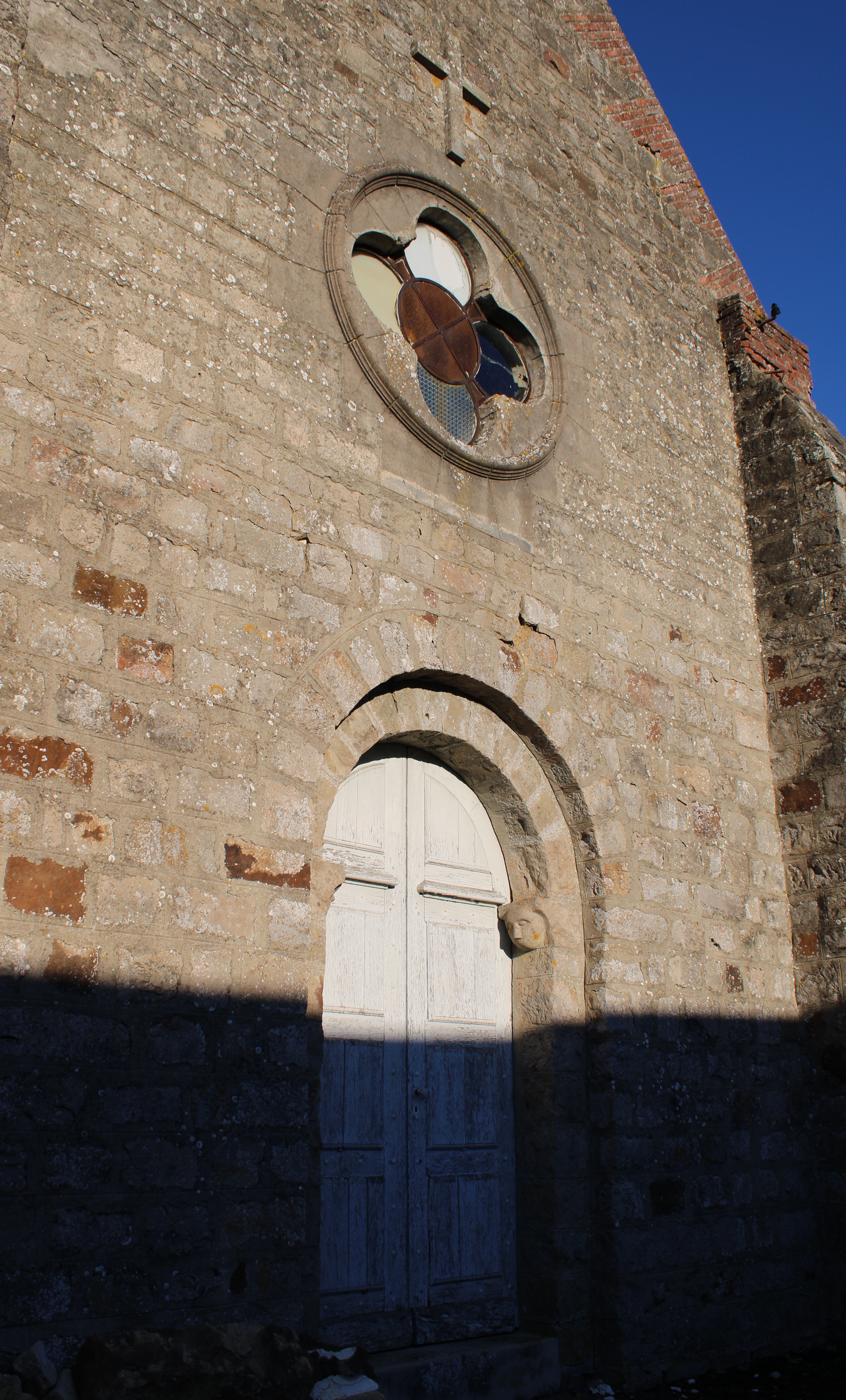
Portail roman en plein cintre orné de deux culs-de-lampe.
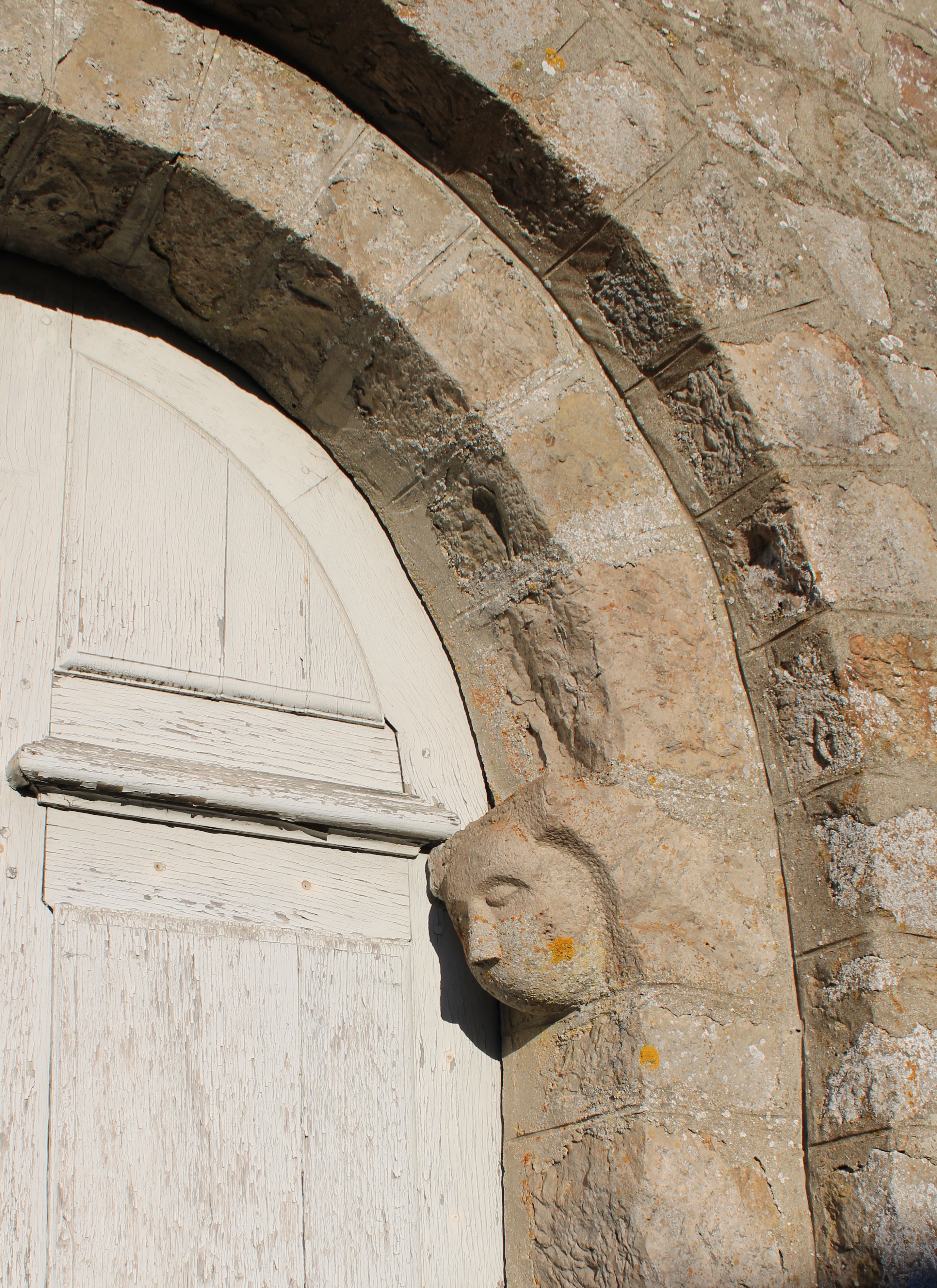
Cul-de-lampe représentant un visage.

## Localisation
L'église est située sur la commune de Bois-lès-Pargny, dans le département de l'Aisne.